# Calyptrocolea tenuis
Calyptrocolea tenuis là một loài rêu tản trong họ Adelanthaceae. Loài này được (J.J. Engel & Grolle) R.M. Schust. mô tả khoa học lần đầu tiên năm 2002.